# Villars HC
Villars HC – szwajcarski klub hokeja na lodzie z siedzibą w Villars-sur-Ollon.

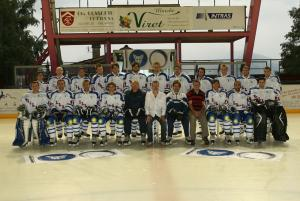
Drużyna Villars HC

## Historia
Nazwy klubu
- Villars HC (1908–lata 20)
- HC Villars-Bellerive (lata 20)
- Villars HC (lata 20.–1966)
- Villars-Champéry HC (1966–1973)
- Villars HC (1973–)

Jako trener pracował w klubie Andrzej Świstak.

## Sukcesy
- Złoty medal mistrzostw Szwajcarii: 1963, 1964
- Srebrny medal mistrzostw Szwajcarii: 1966
- Złoty medal Nationalliga B: 1962, 1974
- Brązowy medal Nationalliga B: 1980
- Finał Pucharu Szwajcarii: 1962, 1965